# Niklas Luhmann
Niklas Luhmann (ur. 8 grudnia 1927 w Lüneburgu, zm. 6 listopada 1998 w Oerlinghausen) – niemiecki socjolog i teoretyk społeczny. Jest uważany za najważniejszego niemieckojęzycznego przedstawiciela socjologicznej teorii systemów i cybernetyki społecznej oraz zaliczany do najwybitniejszych klasyków nauk socjologicznych XX wieku.

## Życiorys
Niklas Luhmann urodził się w 1927 roku w rodzinie właścicieli browaru w Lüneburgu i tam również zaczęła się jego edukacja. W wieku 16 lat, w 1944 roku został oficjalnie wcielony do wojska jako pomocnik Luftwaffe. Jednak zaraz po tym dostał się do niewoli wojsk amerykańskich, gdzie jak sam wspomina nie był traktowany zgodnie z międzynarodowymi konwencjami.
Po wojnie rozpoczął studia prawnicze na Uniwersytecie we Fryburgu Bryzgowijskim ze specjalizacją w prawie rzymskim, które ukończył w 1949 roku. Od 1954 do 1955 pracował jako urzędnik administracyjny w Lüneburgu, a później w Wyższym Sądzie Administracyjnym jako asystent Prezydenta Sądu. W tym czasie rozpoczął przygotowywanie swojej słynnej kartoteki („Zettelkasten”, czyli system pojęć i definicji, który u progu życia Luhmanna liczył ok. 30 000 kart z notatkami). W 1960/61 skorzystał z możliwości powrotu na studia dzięki stypendium dokształcającemu w Graduate School of Public Administration na Uniwersytecie Harvarda. Tam będąc przez rok uczniem Talcotta Parsonsa poznał jego strukturalistyczną teorię systemów oraz zagłębił się w nauki Kartezjusza, Kanta i Husserla.
Od 1962 do 1965 roku działał na stanowisku referenta w Wyższej Szkole Nauk Administracyjnych w Spirze (Deutsche Hochschule für Verwaltungswissenschaften Speyer), gdzie powstała praca Funktionen und Folgen formaler Organisation. W lutym 1966 roku uzyskał stopień doktora nauk społecznych na Uniwersytecie w Münster za pracę Recht und Automation in der öffentlichen Verwaltung. Eine verwaltungswissenschaftliche Untersuchung. Pięć miesięcy później otrzymał habilitację za przygotowaną już w Spirze pracę Funktionen und Folgen formaler Organisation. Na Uniwersytecie w Münster rozpoczął cykl wykładów „Soziologische Aufklärung” wprowadzających do jego teorii. W tym czasie zastępował również Theodora Adorno w trakcie wykładów gościnnych na Uniwersytecie we Frankfurcie nad Menem.
Objęcie w 1968 roku Katedry na Uniwersytecie w Bielefeld dało mu nie tylko tytuł pierwszego profesora zwyczajnego socjologii w tej nowej instytucji, lecz pozwoliło na współtworzenie pierwszego wydziału nauk socjologicznych na niemieckojęzycznym obszarze. Tam nauczał i badał aż do przejścia na emeryturę w 1993 roku.
W 1960 poślubił Ursulę von Walter, która zmarła w 1977 roku, zostawiając go z trójką dzieci. Luhmann sam zajął się wychowaniem córki i dwóch synów. W jednym z wywiadów stwierdził kiedyś „zmarła moja żona, zmarł mój najlepszy przyjaciel” („Meine Frau ist gestorben, mein bester Freund ist gestorben“).

## Koncepcje i publikacje
Dziełem życia Niklasa Luhmanna jest jego teoria społeczeństwa, która postuluje przyznawanie w naukowych badaniach takiego samego znaczenia zarówno socjalnym mikrosystemom (stosunki międzyludzkie), jak i makrosystemom (system prawny, polityka). To żądanie jest uzasadnione tym, iż jego teoria systemów opiera się na komunikacji, a struktury komunikacji wykazują porównywalną formę we wszystkich społecznych systemach.
Źródła inspiracji dla Niklasa Luhmanna to:
- Talcott Parsons i funkcjonalizm, skąd zapożyczył zainteresowanie dla warunków trwałości systemów społecznych.
- Fenomenologia z niej wykorzystał pojęcie sensu.
- Max Weber inspirował Luhmanna w zakresie refleksji nad różnicowaniem się nowoczesnych społeczeństw.
- Humberto Maturana i Francisco Varela od nich Luhmann zaczerpnął pojęcie i podstawy teorii Autopoiesis,1973,(ang.).
- Claude E. Shannon i Warren Weaver Luhmann zapożyczył od nich sposób rozumienia komunikacji jako przezwyciężenia szumu.

Systemy autopoietyczne są punktem wyjścia w rozważaniach Luhmanna, gdyż według jego hipotezy już sama struktura współczesnego społeczeństwa umożliwia funkcjonowanie owych systemów i podsystemów. Jest to wynikiem nadania komunikacji międzyludzkiej statusu podstawowej jednostki w systemie społecznym.
Przykładowo sztuka jako podsystem w systemie społecznym jest autonomiczna, samokonstytuująca się, samowystarczalna i nie do zastąpienia przez inne podsystemy. Cyrkularność systemu autopoietycznego polega na tym, że „wszystko, co funkcjonuje w systemie jako jedność, otrzymuje tę jedność od systemu samego w sobie” (alles, was im System als Einheit funktioniert, erhält seine Einheit durch das System selbst). Samourzeczywistnienie się sztuki w społeczeństwie oznacza, że funkcjonuje ona jako część społecznego dyskursu. Natomiast dzieło sztuki, które jako obiekt nie spełnia założeń autopoiezji, posiada jednak zdolność wywoływania lub nawet zmuszania do komunikacji. A to prowadzi to stwierdzenia, że sztuka jako złożona komunikacja wytwarzana dzięki bodźcom które zapewnia dzieło sztuki, jest samodzielnym systemem.
Warunkiem istnienia systemów, w tym systemów społecznych, jest różnica pomiędzy systemem i otoczeniem. Otoczeniem dla jednego systemu są inne systemy, przykładowo dla systemu mediów, którego podstawową jednostką jest komunikacja wywołana przez komunikat medialny (wiadomość) źródłem są zdarzenia z innych podsystemów. Z kolei warunkiem istnienia sztuki jest konfrontacja rzeczywistości z inną wersją tej samej rzeczywistości. Wytworzenie tej konfrontacji jest możliwe dzięki istniejącym w społeczeństwie dyskursom – które niejako inspirują do dalszej komunikacji. Mowa jest o akumulacji określonych zdarzeń, które pomimo upływu czasu wciąż pozostają nowe. A więc funkcją sztuki i jej warunkiem jest różnicowanie się od tego co już było, co jest przeszłe, już znane. Zakumulowane komunikacje są samowystarczalne, wytwarzają się same z siebie i istnieją w nowych jednostkach (tu w dziełach sztuki), bo choć odstają od tego co przeszłe, to jednak odnoszą się do poprzednich.
To zakłada, że trwałość systemu jest zależna od wykonywanych przez niego operacji. A serie operacji składają się na proces autopoiezji, czyli na wcześniej wspomniany proces samowytwarzania się systemów. Systemy trwają, ale także zmieniają się i znikają w procesie ewolucji, dzięki komunikacji, która jest procesem odtwarzania się systemu poprzez produkcję operacji.
Systemy autopoietyczne istnieją w czasie i dążą do przetrwania. Ewolucja to proces, w którym systemy podlegają selekcji ze względu na możliwość przetrwania. Luhmann wskazuje na trzy podstawowe formy różnicowania systemów społecznych, jakie pojawiły się w procesie ewolucji:
1. Społeczeństwa segmentarne – system operuje przez wyróżnianie części w oparciu o taką samą zasadę (np. klany kruków i wilków).
2. Społeczeństwa stratyfikacyjne – system operuje przez wyróżnianie części traktowanych jako elementy zhierarchizowane (np. szlachta, duchowieństwo, chłopi).
3. Społeczeństwo funkcjonalnie zróżnicowane – system operuje przez wyróżnicowanie się podsystemów pozostających ze sobą w specyficznych relacjach.
Poszczególne formy zróżnicowania związane są z przemianami technologii komunikacji. Wyłonienie się społeczeństw stratyfikacyjnych związane było z pojawieniem się pisma, a powstanie społeczeństw funkcjonalnie zróżnicowanych z wynalazkiem i upowszechnieniem się druku.

## Najważniejsze prace
- Soziologische Aufklärung 1-6 (Opladen 1967-1995)
- Funktion der Religion (Frankfurt/M. 1977)
- Liebe als Passion. Zur Codierung von Intimitat (Frankfurt/M. 1982)
- Soziale Systeme. Grundriss einer allgemeinen Theorie (Frankfurt/M. 1984)
- Die Wirtschaft der Gesellschaft (Frankfurt/M. 1988)
- Das Recht der Gesellschaft (Frankfurt/M. 1993)
- Die Realität der Massenmedien (Opladen 1996)
- Die Gesellschaft der Gesellschaft (Frankfurt/M. 1997)

## Tłumaczenia prac na język polski
- Funkcja religii, Zakład Wydawniczy Nomos, Kraków, s. 305, Wyd I: 1998, ISBN 83-85527-62-1, Wyd II: 2007, ISBN 978-83-60490-31-0 (Funktion der Religion 1977)
- Teoria polityczna państwa bezpieczeństwa socjalnego, Wydawnictwo Naukowe PWN, Warszawa 1994, s. 168. ISBN 83-01-11449-5 (Politische Theorie im Wohlfahrtsstaat 1981)
- Semantyka miłości. O kodowaniu intymności, Wydawnictwo Naukowe Scholar, Warszawa 2003, s. 225, ISBN 83-7383-029-4 (Liebe als Passion. Zur Codierung von Intimitat 1982)
- Systemy społeczne. Zarys ogólnej teorii, Zakład Wydawniczy Nomos, Kraków 2007, s. 465, ISBN 978-83-60490-45-7 (Soziale Systeme: Grundriss einer allgemeinen Theorie 1984)
- Pisma o sztuce i literaturze, Wydawnictwo Naukowe Scholar, Warszawa 2016, s. 445, ISBN 978-83-7383-781-2 (Schriften zu Kunst und Literatur 2008)
- Pisma z socjologii moralności, Wydawnictwo Naukowe Academicon, Lublin 2023, s.248, ISBN 978-83-67134-12-5

## Opracowania
- Cezary Kostro: Funkcjonalna Teoria Moralności Niklasa Luhmanna